# 克鲁瓦桑韦克
克鲁瓦桑韦克（法語：Croixanvec，法語發音：[kʁwasɑ̃vɛk]）是法国莫尔比昂省的一个旧市镇，属于蓬蒂维区。2022年，克鲁瓦桑韦克与市镇圣热朗合并为新市镇圣热朗-克鲁瓦桑韦克。

## 地理
克鲁瓦桑韦克（48°8'22"N, 2°52'9"W）面积6.09 平方千米，位于法国布列塔尼大區莫尔比昂省，该省份为法国西北部沿海省份，位于布列塔尼半岛南部，北起阿摩尔滨海省、西接菲尼斯泰尔省，南濒大西洋，东南接大西洋卢瓦尔省，东临伊勒-维莱讷省。
与克鲁瓦桑韦克接壤的市镇（或旧市镇、城区）包括：埃蒙斯图瓦尔、圣戈纳里、圣热朗、凯尔格里斯特。
克鲁瓦桑韦克的时区为UTC+01:00、UTC+02:00（夏令时）。

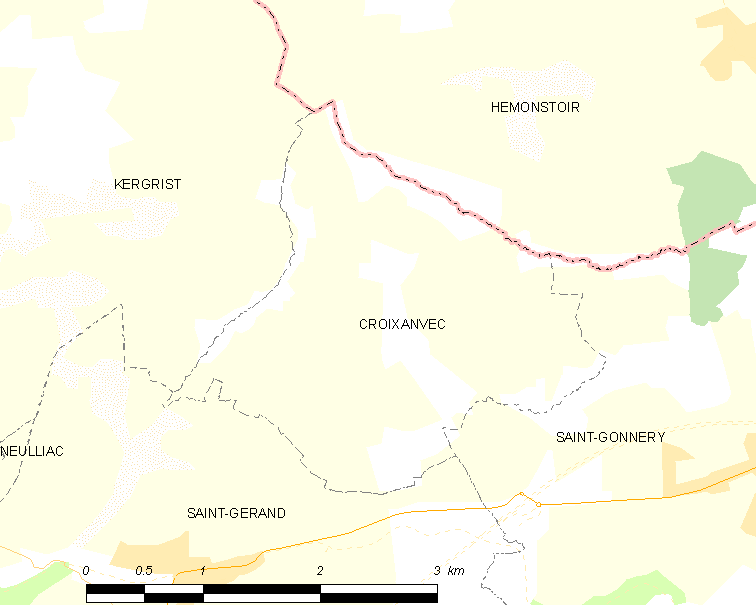
克鲁瓦桑韦克的OSM定位图

## 行政
克鲁瓦桑韦克的邮政编码为56920，INSEE市镇编码为56049。

## 政治
克鲁瓦桑韦克所属的省级选区为蓬蒂维县。

## 人口

1962-2008年间克鲁瓦桑韦克人口变化图示

克鲁瓦桑韦克于2019年1月1日时的人口数量为173人。